# Callopsylla kozlovi
Callopsylla kozlovi är en loppart som först beskrevs av Wagner 1928.  Callopsylla kozlovi ingår i släktet Callopsylla och familjen fågelloppor. Inga underarter finns listade i Catalogue of Life.